# Брдо-Цирквенсько
Брдо-Цирквенсько (хорв. Brdo Cirkvensko) — населений пункт у Хорватії, у Копривницько-Крижевецькій жупанії у складі громади Светі-Іван-Жабно.

## Населення
Населення за даними перепису 2011 року становило 156 осіб.
Динаміка чисельності населення поселення: